# Иванищи (Владимирская область)
Иванищи — посёлок в Гусь-Хрустальном районе Владимирской области России. Центр сельского поселения «Посёлок Иванищи».

## География
Расположен в 12 км от железнодорожной станции Неклюдово на линии Владимир-Тумская.

## История
Образован как посёлок при стекольном заводе в 1845 году. С 1941 по 2005 год обладал статусом посёлка городского типа.
В конце XVII — первой половине XIV века на юге Владимирской области возникла и стала развиваться стекольная промышленность. В конце XVII века в Меленковском и Судогодском уездах действовало 14 стекольных заводов. Этому способствовали наличие природных запасов для стекловарения; чистый кварцевый песок и дешёвое древесное топливо.
В 1845 году, в пятидесяти трёх километрах южнее Владимира, на берегу реки Вижницы, был основан Иванищевский стекольный завод, положивший начало посёлку. Основателем и первым владельцем завода стал дворянин Александр Карпович Ромейков, владевший ещё и Александровским заводом. Точную историю возникновения посёлка никто не знает, но ходит такая легенда: «Захотел дворянин Ромейков открыть стекольный завод, а места хорошего выбрать не мог. Вот и послал он одного из своих подданных, Ивана, найти такое место, чтобы и торф был рядом и песок был чистым, да сказал ему вслед: «Иван, ищи». А когда Иван нашёл это место, то и решили назвать его Иванищи».
Иванищевский стекольный завод состоял из деревянной гуты, каменной гончарной и двух амбаров, служивших складами. Рядом с заводом находилась деревянная контора. Окружали завод 15 изб, в которых жили рабочие со своими семьями. 38 мастеров-стеклодувов и три чернорабочих были вольнонаёмными, остальные 36 человек были крепостными дворянина Ромейкова.
В 1871 году завод с поселением перешёл в собственность судогодских братьев, купцов Панфиловых (Льва Семёновича и Василия Семёновича). Третьим совладельцем завода был их брат Иван. Панфиловы, владевшие ещё и Тасинским стекольным заводом, основали «Торговый дом Панфиловых».
Панфиловы жили в центре посёлка Иванищи. С юго-востока, к хозяйскому дому примыкал парк, затем «омут», на речке Вежницы с юго-восточной стороны, окаймлял одну сторону парка, а на левом берегу, напротив парка и дома стояла гута — главный цех завода.
Посёлок рос и развивался. В 1880 году в Иванищах проживало уже 630 человек, из них 116 работали на заводе. Было сформировано пять улиц: «Прямая линия», «Церковная», «Малая Слободка», «Грязнуха», «Замбарная». На средства Панфиловых построена церковь в честь Покрова Пресвятой Богородицы, открыта церковно-приходская школа на 30 учащихся. Была больница на две койки и при ней аптека. Четыре раза в месяц приезжал врач, но был и местный фельдшер.
После Октябрьской революции посёлок долго не получал развития. В 1921 году завод из-за недостатка сырья был остановлен.
В 1919 году начала существовать ячейка Коммунистической партии большевиков. Первыми её членами были: Зуев С. Г., Коптев М. А., Новиков И. С., Чернобровенко Д. Е., Исаев И. Е. и другие. Вскоре состав её сократился, так как часть ушла в Красную Армию.
После гражданской войны, экономика завода была восстановлена. Завод стал называться «Укрепление коммунизма». В посёлке были созданы: ячейки МОПФ, школа кройки и шитья, различные кружки при клубе, 50 экземпляров газет. 26 июня 1925 года состоялся торжественный запуск завода, не работавшего с 1921 года. Была построена новая гута и плотина.
В 1928 году на улице Красный Октябрь началось индивидуальное жилищное строительство. Памятным событием тех лет было открытие нового клуба (сгорит в 1979 году). В 1932 году началась разработка торфяных залежей около посёлка. В 1934 году начальная школа была преобразована в семилетнюю. Посёлокрадиофицировался, строилась телефонная линия связи с районным центром.
В годы Великой Отечественной войны из тех, кто ушёл на фронт 160 человек погибли на полях сражения или умерли от ран в госпиталях. "Выжили несколько ветеранов и продолжали  жить в посёлке".
В 1941 году Иванищи получили статус рабочего посёлка.
Посёлок изменился в послевоенное время. Построено несколько двухэтажных многоквартирных кирпичных домов с центральным теплоснабжением. Введён в строй водопровод. Общая длина улиц составляла 8 километров. Пущена АТС на 210 номеров. Центральная часть посёлка заасфальтирована. Построенна хорошая асфальтовая дорога до Владимира. Общая площадь посёлка составляла 179 га., 23 улицы. 
С 1971 года школа в Иванищах стала средней и была рассчитана на 328 учащихся.
Долгие годы руководил поселковым клубом Иванов В. А., добившийся, чтобы клуб стал центром культурной жизни посёлка. Именно под его руководством жители посёлка впервые увидели кинофильм. По инициативе Егорова В. П., в центре посёлка был создан монумент в память о погибших в Великой Отечественной войне земляках, а вокруг него разбили парк.
В 1980-е годы посёлок продолжил развиваться. Местная футбольная команда «доросла» до областного первенства, принимала на своём поле команды из Чехословакии, Западной Германии, США.
Переход к рыночной экономике совпал с 150-летием завода (1995 г.). Сейчас на его базе одно из предприятий объединения стекольных заводов «ЭВИС». Генеральный директор Семеликов П. В., а его заместитель, жительница посёлка Бутусова К. С.
В 2004—2005 годах были запущены две газовые котельные (модульная и при средней школе).
Сейчас в посёлке работают следующие бюджетные организации: Иванищевская средняя общеобразовательная школа; детский сад; Дом культуры; библиотека; амбулатория. К ним добавились, с созданием нового муниципального образования, Неклюдовская школа, детский сад, клуб, библиотека и ФАП.
На территории посёлка действуют пять торговых точек Иванищевского ПО Гусевского райпотребсоюза, четыре частных магазина, отделение почты и Сбербанк РФ.
В 1995 году главой самоуправления избирается В. И. Суворов. Эту должность Виктор Иванович занимал на протяжении двух сроков. А в 2002 году, в результате выборов в органы МСУ, должность главы посёлка заняла А. Н. Журавлёва. В 2006 году, в ходе голосования, большинство жителей посёлка Иванищи отдают свои голоса в пользу Антонины Николаевны. Таким образом, она продлевает свой срок ещё на пять лет.
В 1995 году, во время празднования юбилея завода, общественность Иванищ отметила людей, оставивших о себе добрую память. Толстова М. С. 22 года занималась партийной и советской работой. Она вырастила замечательного сына Е. Ф. Толстова. Он многого добился в жизни: получил звание полковника, стал доктором технических наук, профессор, начальник кафедры военно-воздушной академии им. Жуковского.
Зуев Н. М. более 20 лет отдал авиации. В годы Великой Отечественной войны летал на разных самолётах, трижды был сбит в воздушных боях. Зуев был удостоен ордена Красного Знамени.

## Население
| 1859  | 1905  | 1926  | 1959  | 1970  | 1979  | 1989  |
| ----- | ----- | ----- | ----- | ----- | ----- | ----- |
| 266   | ↗700  | ↗1078 | ↗1805 | ↗2250 | ↘2228 | ↗2244 |
| 2002  | 2010  | 2021  |       |       |       |       |
| ↘2199 | ↘1945 | ↘1633 |       |       |       |       |

## Экономика
- ОАО ОСЗ «Эвис» (быв. Иванищевский стеклозавод, осн. 1845 году)
- ЗАО «Торговая компания»

## Русская православная церковь
В 1879 году на средства купцов Панфиловых в посёлке построена церковь Покрова Пресвятой Богородицы.

## Ближайшие окрестности (галерея)

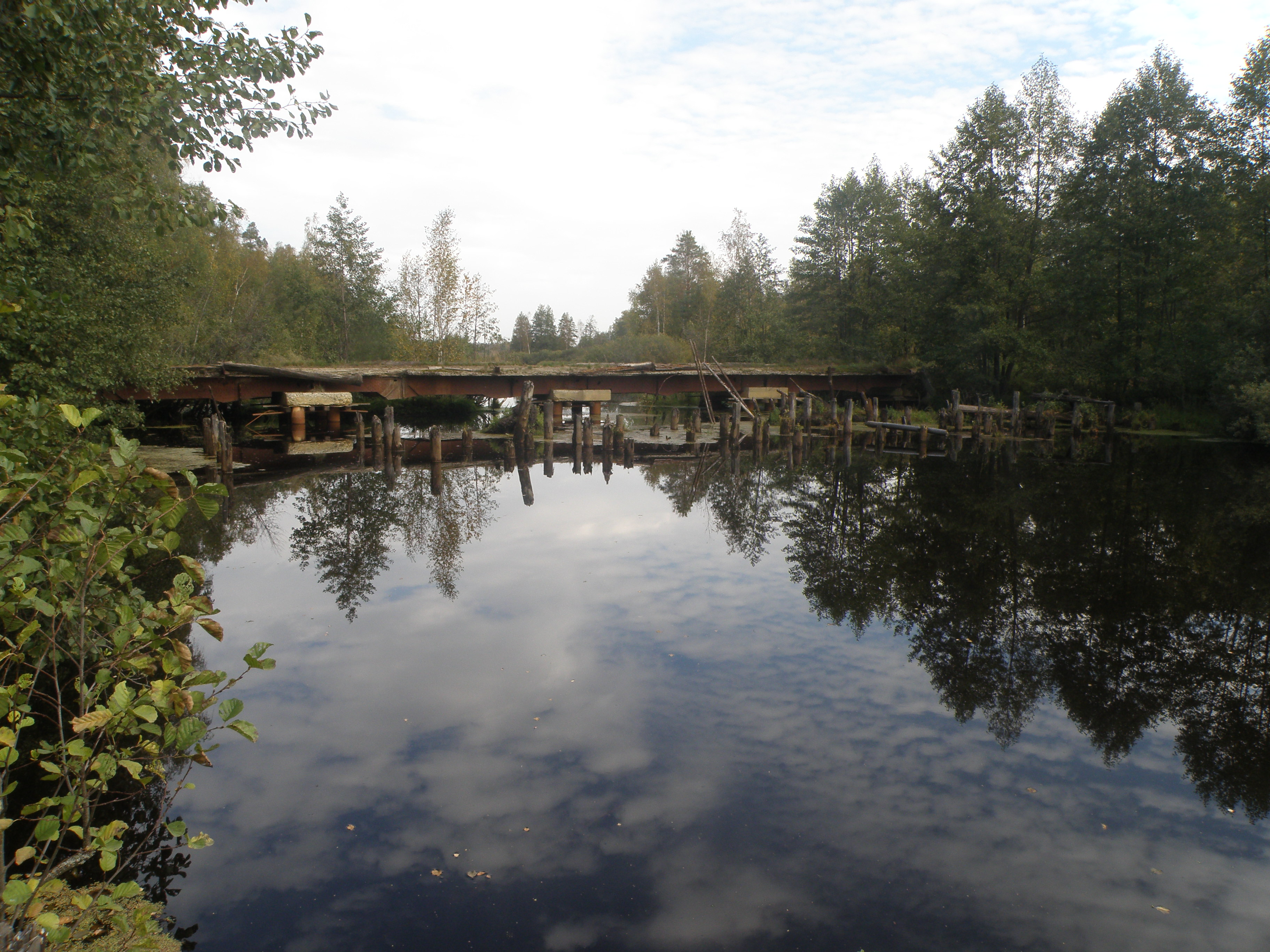
Река Поль, мост
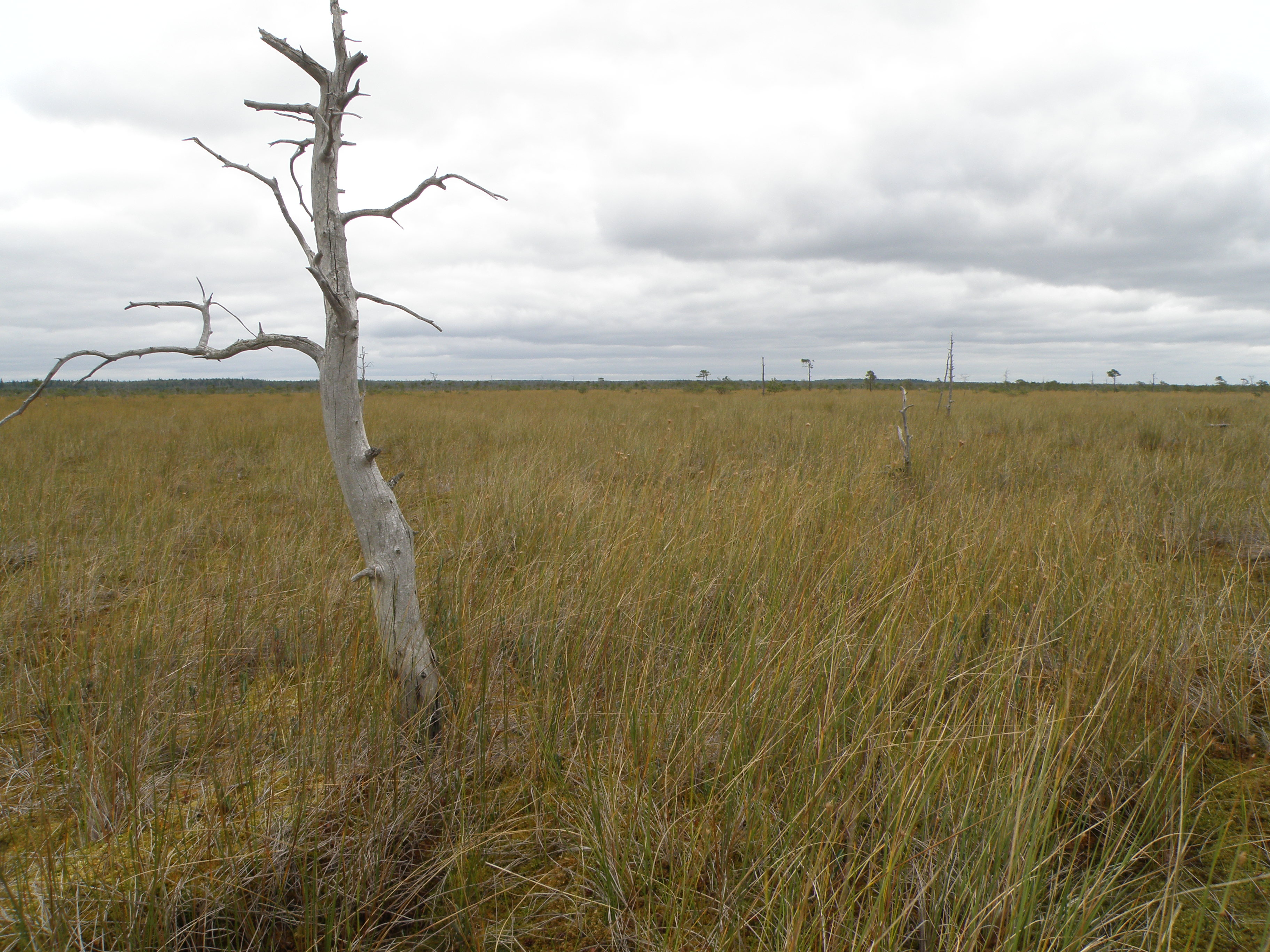
Клюквенное Иванищевское болото
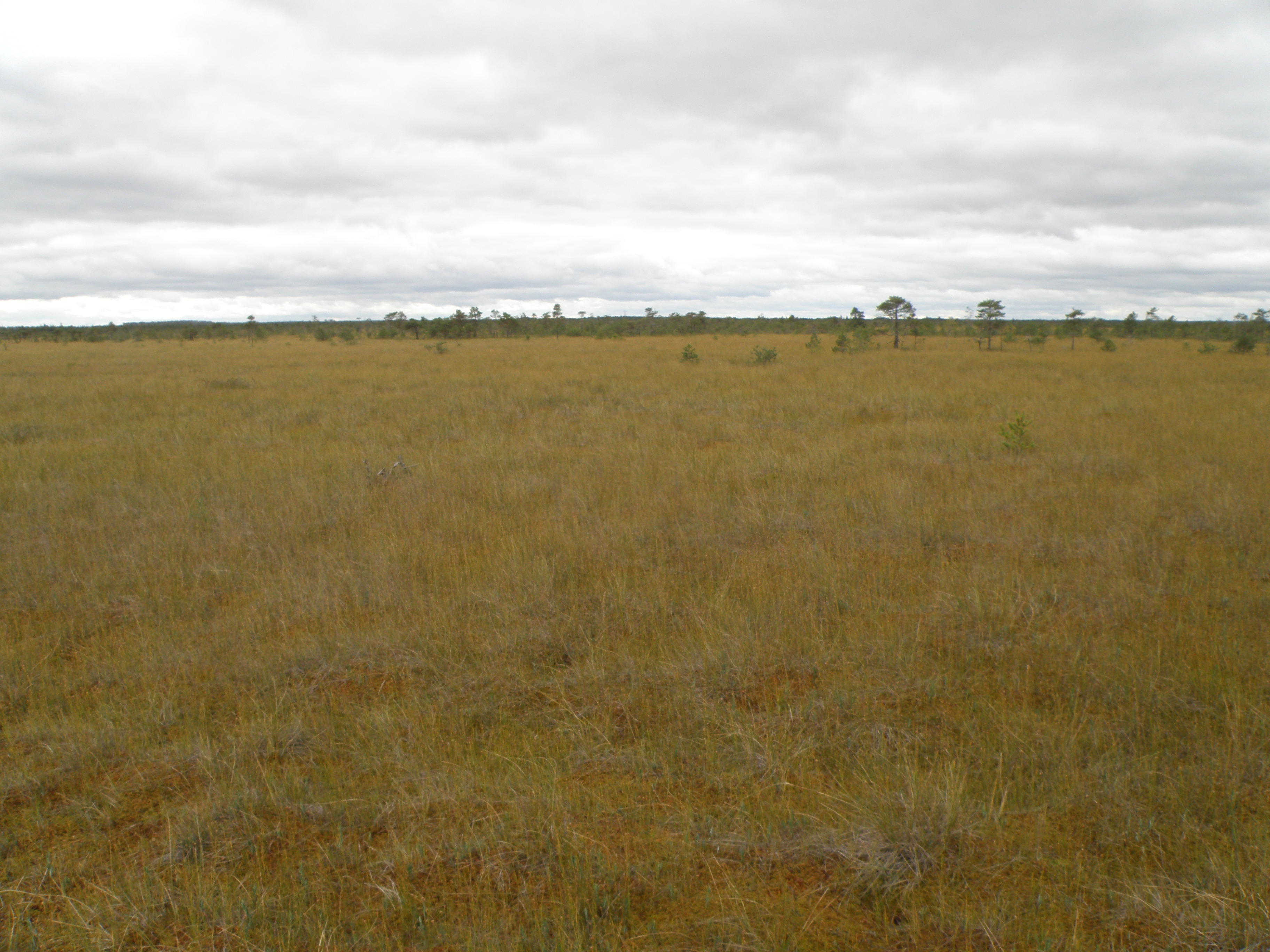
Иванищевское болото (между посёлком и Чёрным озером)
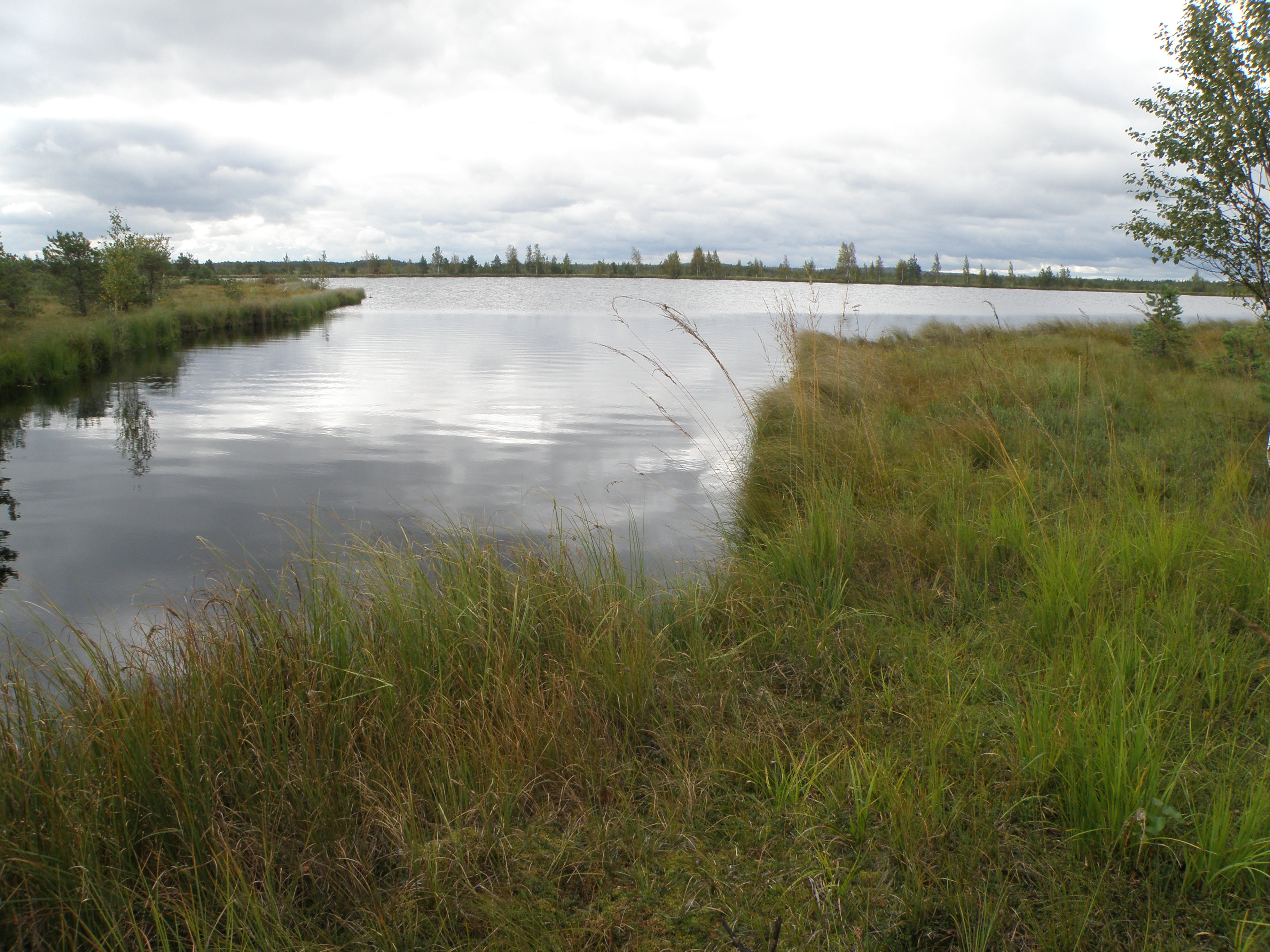
Северный берег Чёрного озера